# Неглюбка
Неглюбка (бел. Не́глюбка) — агрогородок в Ветковском районе Гомельской области Беларуси. Административный центр Неглюбского сельсовета.
Известна как крупнейший центр ручного народного ткачества.

## География

### Расположение
В 38 км на северо-восток от Ветки, 60 км от Гомеля, 48 км от железнодорожной станции Добруш (на линии Гомель — Вышков).

## Транспортная сеть
Транспортные связи по просёлочной, затем автомобильной дороге Столбун — Гомель. Планировка состоит из трёх прямолинейных, почти параллельных между собой улиц, ориентированных с юго-востока на северо-запад. На юге — небольшой обособленный участок застройки. Строения преимущественно деревянные усадебного типа.

## История
По письменным источникам известна с начала XVIII века как владение Киево-Печерской лавры, в составе Бобовицкой волости на территории Новоместской сотни Стародубского полка. В 1761 году построена Свято-Николаевская церковь.
Через современный Ветковский район проходило путешествие императрицы Екатерины II из Санкт-Петербурга в Крым с 2 января по 11 июля 1787 года. Так, дорога пролегала через деревни Вавиловка (Новиловка), Столбун, Неглюбку на Новозыбков.
В 1782 году Неглюбка вошла в Верещакскую волость Суражского уезда Черниговской губернии. С середины XIX века известна как центр художественного ручного ткачества. Особенную известность приобрели тканные полотенца с древними геометрическими и геометрическо-растительными орнаментами. От Неглюбки через деревни Светиловичи, Покоть, Меркуловичи, Гадиловичи проходила почтовая дорога в Рогачёв.
Крестьяне — выходцы из Неглюбки были среди переселенцев, в конце XIX века заселявших Южно-Уссурийский край Российской Империи.
В 1882 году из Одессы во Владивосток отправился пароход  Общества добровольного флота «Нижний Новогород» с первыми ходоками, делегированными крестьянами Черниговского, Сосницкого, Мглинского и Суражского уездов Черниговской губернии для переселения в Южно-Уссурийский край. В числе прибывших на Дальний Восток ходоков был Дорофей Софронович Мельников, представитель 55 семей из д. Неглюбки (более чем 330 крестьян). Он выбрал два участка в среднем течении р. Лефу, положивших начало деревням Ивановке и Николаевке, расположенным на территории современного Михайловского района Приморского края. 
В 1883 году на пароходах «Россия» и «Петербург» вслед за ходоками в Приморье было отправлено более полутора тысяч переселенцев, в том числе из Неглюбки.
Во время оккупации германской армией в 1918 году в районе деревни действовал партизанский отряд. К 1926 году работали изба-читальня, почтовый пункт, начальная школа.
С 1919 года — центр Неглюбского сельсовета Суражского (с 1921 — Клинцовского) уезда; с 8 декабря 1926 года — в составе Светиловичского района, с 4 августа 1927 года Ветковского, с 12 февраля 1935 года Светиловичского, с 17 декабря 1956 года Ветковского, с 25 декабря 1962 года Гомельского, с 6 января 1965 года Ветковского районов Гомельского (до 26 июля 1930 года) округа, с 20 февраля 1938 года Гомельской области.
В 1929 году организованы совхоз «Неглюбка» и колхоз «Волна», работали 2 кузницы, 3 ветряные мельницы (с 1926 года и 1932 года), деревообрабатывающая мастерская, шерсточесальня. Во время Великой Отечественной войны оккупанты в сентябре 1943 года сожгли 50 дворов. Освобождена 28 сентября 1943 года. В боях за деревню погибли 5 советских солдат 287-й стрелковой дивизии (похоронены в братской могиле в центре деревни). 463 жителя погибли на фронтах. В 1963 году в память о погибших жителях Неглюбского сельсовета установлен обелиск. В 1959 году центр совхоза «Дружба». Действуют комбинат бытового обслуживания, лесопилка, средняя школа. Дом культуры, детский сад, библиотека, амбулатория, аптека, отделение связи, столовая, 3 магазина.
В 1977 году Гомельская фабрика художественных изделий открыла ткацкий цех. Неглюбские рушники экспонировались на выставках декоративно-прикладного искусства во многих странах (Япония, Бельгия, Франция, Канада, США).

## Население
- 1885 год — 2144 жителя
- 1897 год — 3500 жителей (согласно переписи)
- 1926 год — 750 дворов 3987 жителей
- 1959 год — 1675 жителей (согласно переписи)
- 2004 год — 358 хозяйств, 828 жителей

## Культура
- Дом культуры
- Музей ГУО «Неглюбская средняя школа»

### Нематериальное наследие
- Неглюбский рушник. В 2016 году элемент нематериального культурного наследия «Неглюбские текстильные традиции» был включён в Государственный список историко-культурного наследия Беларуси[1]. Большое количество сохранившихся неглюбских рушников находится в Ветковском музее старообрядчества и белорусских традиций имени Ф. Г. Шклярова — более 780 узорных тканых и 300 расшитых рушников.

### Традиции
- Обряд «Ваджэнне і пахаванне стралы».

## События и мероприятия
- Региональный обряд «Ваджэнне і пахаванне стралы» (29 мая 2025, Столбун, Яново, Неглюбка, Казацкие Болсуны).

## Достопримечательность
- Братская могила (1943) —  Историко-культурная ценность Республики Беларусь, шифр 313Д000159
- Церковь Святителя Николая Чудотворца (1991 г.). Построена на месте храма, который был разрушен в советские времена

## Известные лица
- Игорь Викторович Петришенко — белорусский дипломат и государственный деятель